# Кропотов, Николай Николаевич
Николай Николаевич Кропотов (1873—1919) — преподаватель партийных школ, член-соревнователь Социалистической академии общественных наук. Похоронен на Красной площади в г. Москве.

## Биография
Родился 8 ноября 1873 года в Москве, в семье полкового врача, обедневшего дворянина. В 1895 году окончил гимназию в г. Седльце (Польша). Поступил в Московский университет на историко-филологический факультет. Стал активно участвовать в революционном движении студентов.
В 1899 году впервые был арестован. В 1902 году за участие в сходке в актовом зале университета посажен в Бутырскую тюрьму, затем переведен в Воронежскую и исключен из университета.
В 1903—1904 гг. служил статистиком на фабрике Морозова в Орехово-Зуево. За руководство стачкой, сочинение и печатание революционных листовок был опять арестован и выслан.
В 1905 году вступил в партию большевиков, участвовал в Декабрьском вооруженном восстании в Москве. В 1909 году Кропотов окончил юридический факультет Московского университета и стал преподавать русский язык, латынь и историю в гимназиях Гродно и Белостока. С 1913 года преподавал в Высшем Мариинском училище и на курсах для взрослых в Москве.
После Февральской революции вёл борьбу против соглашательской линии меньшевиков и эсеров, выступал на митингах.
После Октябрьской революции Кропотов — преподаватель в партийных школах, член-соревнователь Социалистической академии общественных наук, комиссар таможни, член дежурной коллегии при исполкоме Моссовета. Одновременно окончил Коммунистическую инструкторскую (командную) школу, член коллегии 1-х Московских военных курсов.
Писал стихи.
В одном из стихотворений он изложил своё жизненное кредо:

Смелый вызов бросаю грядущей судьбе,
И погибнуть готов в непосильной борьбе,
И не страшны мне темные силы…
Пусть ревет ураган, стоном стонет вокруг.
Не проникнет мне в сердце постыдный испуг.
Погиб при взрыве 25 сентября 1919 года в Леонтьевском переулке в здании Московского комитета РКП(б).
Похоронен у Кремлёвской стены.